# Open Sud de France
Open Sud de France – męski turniej tenisowy kategorii ATP Tour 250 zaliczany do cyklu ATP Tour, rozgrywany na kortach twardych w hali we francuskim Montpellier. W latach 1987–2009 zawody odbywały się w Lyonie. W 2011 roku turniej się nie odbył.

## Mecze finałowe

### Gra pojedyncza
| Montpellier |                       |                       |                       |
| Rok         | Zwycięzca             | Finalista             | Wynik                 |
| 2025        | Félix Auger-Aliassime | Aleksandar Kovacevic  | 6:2, 6:7(7), 7:6(2)   |
| 2024        | Aleksandr Bublik      | Borna Ćorić           | 5:7, 6:2, 6:3         |
| 2023        | Jannik Sinner         | Maxime Cressy         | 7:6(3), 6:3           |
| 2022        | Aleksandr Bublik      | Alexander Zverev      | 6:4, 6:3              |
| 2021        | David Goffin          | Roberto Bautista-Agut | 5:7, 6:4, 6:2         |
| 2020        | Gaël Monfils          | Vasek Pospisil        | 7:5, 6:3              |
| 2019        | Jo-Wilfried Tsonga    | Pierre-Hugues Herbert | 6:4, 6:2              |
| 2018        | Lucas Pouille         | Richard Gasquet       | 7:6(2), 6:4           |
| 2017        | Alexander Zverev      | Richard Gasquet       | 7:6(4), 6:3           |
| 2016        | Richard Gasquet       | Paul-Henri Mathieu    | 7:5, 6:4              |
| 2015        | Richard Gasquet       | Jerzy Janowicz        | 3:0 krecz             |
| 2014        | Gaël Monfils          | Richard Gasquet       | 6:4, 6:4              |
| 2013        | Richard Gasquet       | Benoît Paire          | 6:2, 6:3              |
| 2012        | Tomáš Berdych         | Gaël Monfils          | 6:2, 4:6, 6:3         |
| 2011        | Turniej nie odbył się | Turniej nie odbył się | Turniej nie odbył się |
| 2010        | Gaël Monfils          | Ivan Ljubičić         | 6:2, 5:7, 6:1         |
| Lyon        |                       |                       |                       |
| Rok         | Zwycięzca             | Finalista             | Wynik                 |
| 2009        | Ivan Ljubičić         | Michaël Llodra        | 7:5, 6:3              |
| 2008        | Robin Söderling       | Julien Benneteau      | 6:3, 6:7(5), 6:1      |
| 2007        | Sébastien Grosjean    | Marc Gicquel          | 7:6(5), 6:4           |
| 2006        | Richard Gasquet       | Marc Gicquel          | 6:3, 6:1              |
| 2005        | Andy Roddick          | Gaël Monfils          | 6:3, 6:2              |
| 2004        | Robin Söderling       | Xavier Malisse        | 6:2, 3:6, 6:4         |
| 2003        | Rainer Schüttler      | Arnaud Clément        | 7:5, 6:3              |
| 2002        | Paul-Henri Mathieu    | Gustavo Kuerten       | 4:6, 6:3, 6:1         |
| 2001        | Ivan Ljubičić         | Junus al-Ajnawi       | 6:3, 6:2              |
| 2000        | Arnaud Clément        | Patrick Rafter        | 7:6(2), 7:6(5)        |
| 1999        | Nicolás Lapentti      | Lleyton Hewitt        | 6:3, 6:2              |
| 1998        | Àlex Corretja         | Tommy Haas            | 2:6, 7:6(6), 6:1      |
| 1997        | Fabrice Santoro       | Tommy Haas            | 6:4, 6:4              |
| 1996        | Jewgienij Kafielnikow | Arnaud Boetsch        | 7:5, 6:3              |
| 1995        | Wayne Ferreira        | Pete Sampras          | 7:6(2), 5:7, 6:3      |
| 1994        | Marc Rosset           | Jim Courier           | 6:4, 7:6(2)           |
| 1993        | Pete Sampras          | Cédric Pioline        | 7:6(5), 1:6, 7:5      |
| 1992        | Pete Sampras          | Cédric Pioline        | 6:4, 6:2              |
| 1991        | Pete Sampras          | Olivier Delaître      | 6:1, 6:1              |
| 1990        | Marc Rosset           | Mats Wilander         | 6:3, 6:2              |
| 1989        | John McEnroe          | Jakob Hlasek          | 6:3, 7:6              |
| 1988        | Yahiya Doumbia        | Todd Nelson           | 6:4, 3:6, 6:3         |
| 1987        | Yannick Noah          | Joakim Nyström        | 6:4, 7:5              |

### Gra podwójna
| Montpellier |                                       |                                          |                       |
| Rok         | Zwycięzcy                             | Finaliści                                | Wynik                 |
| 2025        | Robin Haase Botic van de Zandschulp   | Tallon Griekspoor Bart Stevens           | 6:7(7), 6:3, 10–5     |
| 2024        | Sadio Doumbia Fabien Reboul           | Albano Olivetti Tristan-Samuel Weissborn | 6:7(5), 6:4, 10–6     |
| 2023        | Robin Haase Matwé Middelkoop          | Maxime Cressy Albano Olivetti            | 7:6(4), 4:6, 10–6     |
| 2022        | Pierre-Hugues Herbert Nicolas Mahut   | Lloyd Glasspool Harri Heliövaara         | 4:6, 7:6(3), 12–10    |
| 2021        | Henri Kontinen Édouard Roger-Vasselin | Jonatan Erlich Andrej Wasileuski         | 6:2, 7:5              |
| 2020        | Nikola Ćaćić Mate Pavić               | Dominic Inglot Aisam-ul-Haq Qureshi      | 6:4, 6:7(4), 10–4     |
| 2019        | Ivan Dodig Édouard Roger-Vasselin     | Benjamin Bonzi Antoine Hoang             | 6:4, 6:3              |
| 2018        | Ken Skupski Neal Skupski              | Ben McLachlan Hugo Nys                   | 7:6(2), 6:4           |
| 2017        | Alexander Zverev Mischa Zverev        | Fabrice Martin Daniel Nestor             | 6:4, 6:7(3), 10–7     |
| 2016        | Mate Pavić Michael Venus              | Alexander Zverev Mischa Zverev           | 7:5, 7:6(4)           |
| 2015        | Marcus Daniell Artem Sitak            | Dominic Inglot Florin Mergea             | 3:6, 6:4, 16–14       |
| 2014        | Nikołaj Dawydienko Denis Istomin      | Marc Gicquel Nicolas Mahut               | 6:4, 1:6, 10–7        |
| 2013        | Marc Gicquel Michaël Llodra           | Johan Brunström Raven Klaasen            | 6:3, 3:6, 11–9        |
| 2012        | Nicolas Mahut Édouard Roger-Vasselin  | Paul Hanley Jamie Murray                 | 6:4, 7:6(4)           |
| 2011        | Turniej nie odbył się                 | Turniej nie odbył się                    | Turniej nie odbył się |
| 2010        | Stephen Huss Ross Hutchins            | Marc López Eduardo Schwank               | 6:2, 4:6, 10–7        |
| Lyon        |                                       |                                          |                       |
| Rok         | Zwycięzcy                             | Finaliści                                | Wynik                 |
| 2009        | Nicolas Mahut Julien Benneteau        | Arnaud Clément Sébastien Grosjean        | 6:4, 7:6(6)           |
| 2008        | Michaël Llodra Andy Ram               | Stephen Huss Ross Hutchins               | 6:3, 5:7, 10–8        |
| 2007        | Sébastien Grosjean Jo-Wilfried Tsonga | Łukasz Kubot Lovro Zovko                 | 6:4, 6:3              |
| 2006        | Julien Benneteau Arnaud Clément       | František Čermák Jaroslav Levinský       | 6:2, 6:7(3), 10–7     |
| 2005        | Michaël Llodra Fabrice Santoro        | Jeff Coetzee Rogier Wassen               | 6:3, 6:1              |
| 2004        | Jonatan Erlich Andy Ram               | Jonas Björkman Radek Štěpánek            | 7:6(2), 6:2           |
| 2003        | Jonatan Erlich Andy Ram               | Julien Benneteau Nicolas Mahut           | 6:1, 6:3              |
| 2002        | Wayne Black Kevin Ullyett             | Mark Knowles Daniel Nestor               | 6:4, 3:6, 7:6(3)      |
| 2001        | Daniel Nestor Nenad Zimonjić          | Arnaud Clément Sébastien Grosjean        | 6:1, 6:2              |
| 2000        | Paul Haarhuis Sandon Stolle           | Ivan Ljubičić Jack Waite                 | 6:1, 6:7(2), 7:6(7)   |
| 1999        | Piet Norval Kevin Ullyett             | Wayne Ferreira Sandon Stolle             | 4:6, 7:6(5), 7:6(4)   |
| 1998        | Olivier Delaître Fabrice Santoro      | Tomás Carbonell Francisco Roig           | 6:2, 6:2              |
| 1997        | Ellis Ferreira Patrick Galbraith      | Olivier Delaître Fabrice Santoro         | 3:6, 6:2, 6:4         |
| 1996        | Jim Grabb Richey Reneberg             | Neil Broad Piet Norval                   | 6:2, 6:1              |
| 1995        | Jakob Hlasek Jewgienij Kafielnikow    | John-Laffnie de Jager Wayne Ferreira     | 6:3, 6:3              |
| 1994        | Jakob Hlasek Jewgienij Kafielnikow    | Martin Damm Patrick Rafter               | 6:7, 7:6, 7:6         |
| 1993        | Gary Muller Danie Visser              | John-Laffnie de Jager Stefan Kruger      | 6:3, 7:6              |
| 1992        | Jakob Hlasek Marc Rosset              | Neil Broad Stefan Kruger                 | 6:1, 6:3              |
| 1991        | Tom Nijssen Cyril Suk                 | Steve DeVries David Macpherson           | 7:6, 6:3              |
| 1990        | Patrick Galbraith Kelly Jones         | Jim Grabb David Pate                     | 7:6, 6:4              |
| 1989        | Eric Jelen Michael Mortensen          | Jakob Hlasek John McEnroe                | 6:2, 3:6, 6:3         |
| 1988        | Brad Drewett Broderick Dyke           | Michael Mortensen Blaine Willenborg      | 3:6, 6:3, 6:4         |
| 1987        | Guy Forget Yannick Noah               | Kelly Jones David Pate                   | 4:6, 6:3, 6:4         |